# Chicago Fire (serie de televisión)
Chicago Fire (Chicago en llamas en Hispanoamérica) es una serie de televisión de drama de acción estadounidense de la cadena NBC y fue creada por Michael Brandt y Derek Haas con Dick Wolf que sirve como productor ejecutivo. La serie se estrenó el 10 de octubre de 2012. La serie sigue las vidas de los bomberos y paramédicos que trabajan en la estación 51 del Departamento de Bomberos de Chicago, integrada por el Camión 81, el equipo de rescate 3, la Autobomba 51, la Ambulancia 61 y el Batallón 25.
En marzo de 2024, la serie fue renovada para una decimotercera temporada, que se estrenó el 25 de septiembre de 2024. En mayo de 2025, la serie fue renovada para una decimocuarta temporada.

## Argumento
La serie explora las vidas, tanto profesionales como personales, de los bomberos y los paramédicos de Chicago en la estación 51 que cuenta con el camión 81, el escuadrón de rescate 3, la ambulancia 61 y el batallón 25. Después de la muerte del bombero Andy Darden, la lealtad se fractura y se divide entre Matthew Casey, teniente del Camión 81 y Kelly Severide, teniente del equipo de rescate 3, ambos se culpan de la muerte de su compañero. Severide se siente peor cuando descubre que la esposa de Darden lo culpa de su muerte. Ambos tenientes tendrán que aprender a sobrellevar la culpa por el bien del equipo y seguir por buen camino.

## Personajes

### Principales
| Actor             | Personaje                 | Temporada  | Temporada | Temporada  | Temporada  | Temporada | Temporada | Temporada  | Temporada  | Temporada  | Temporada | Temporada  | Temporada  | Temporada  |
| Actor             | Personaje                 | 1          | 2         | 3          | 4          | 5         | 6         | 7          | 8          | 9          | 10        | 11         | 12         | 13         |
| ----------------- | ------------------------- | ---------- | --------- | ---------- | ---------- | --------- | --------- | ---------- | ---------- | ---------- | --------- | ---------- | ---------- | ---------- |
| Jesse Spencer     | Matthew Casey             | Principal  | Principal | Principal  | Principal  | Principal | Principal | Principal  | Principal  | Principal  | Principal | Invitado   | Invitado   |            |
| Taylor Kinney     | Kelly Severide            | Principal  | Principal | Principal  | Principal  | Principal | Principal | Principal  | Principal  | Principal  | Principal | Principal  | Principal  | Principal  |
| Monica Raymund    | Gabriela Dawson           | Principal  | Principal | Principal  | Principal  | Principal | Principal | Recurrente | Invitada   |            |           |            |            |            |
| Lauren German     | Leslie Shay               | Principal  | Principal | Recurrente |            |           |           |            |            |            |           |            |            |            |
| Charlie Barnett   | Peter Mills               | Principal  | Principal | Principal  |            |           |           |            |            |            |           |            |            |            |
| David Eigenberg   | Christopher Herrmann      | Principal  | Principal | Principal  | Principal  | Principal | Principal | Principal  | Principal  | Principal  | Principal | Principal  | Principal  | Principal  |
| Teri Reeves       | Hallie Thomas             | Principal  |           |            |            |           |           |            |            |            |           |            |            |            |
| Eamonn Walker     | Wallace Boden             | Principal  | Principal | Principal  | Principal  | Principal | Principal | Principal  | Principal  | Principal  | Principal | Principal  | Principal  | Recurrente |
| Yuri Sardarov     | Brian "Otis" Zvonecek     | Recurrente | Principal | Principal  | Principal  | Principal | Principal | Principal  | Principal  |            |           |            |            |            |
| Christian Stolte  | Randall "Mouch" McHolland | Recurrente | Principal | Principal  | Principal  | Principal | Principal | Principal  | Principal  | Principal  | Principal | Principal  | Principal  | Principal  |
| Joe Miñoso        | Joe Cruz                  | Recurrente | Principal | Principal  | Principal  | Principal | Principal | Principal  | Principal  | Principal  | Principal | Principal  | Principal  | Principal  |
| Kara Killmer      | Sylvie Brett              |            |           | Principal  | Principal  | Principal | Principal | Principal  | Principal  | Principal  | Principal | Principal  | Principal  |            |
| Dora Madison      | Jessica "Chili" Chilton   |            |           | Recurrente | Principal  |           |           |            |            |            |           |            |            |            |
| Steven R. McQueen | Jimmy Borrelli            |            |           |            | Principal  | Principal |           |            |            |            |           |            |            |            |
| Miranda Rae Mayo  | Stella Kidd               |            |           |            | Recurrente | Principal | Principal | Principal  | Principal  | Principal  | Principal | Principal  | Principal  | Principal  |
| Annie Ilonzeh     | Emily Foster              |            |           |            |            |           |           | Principal  | Principal  |            |           |            |            |            |
| Alberto Rosende   | Blake Gallo               |            |           |            |            |           |           |            | Principal  | Principal  | Principal | Principal  | Principal  |            |
| Daniel Kyri       | Darren Ritter             |            |           |            |            |           |           | Recurrente | Recurrente | Principal  | Principal | Principal  | Principal  | Principal  |
| Adriyan Rae       | Gianna Mackey             |            |           |            |            |           |           |            |            | Principal  |           |            |            |            |
| Hanako Greensmith | Violet Mikami             |            |           |            |            |           |           |            | Recurrente | Recurrente | Principal | Principal  | Principal  | Principal  |
| Jake Lockett      | Sam Carver                |            |           |            |            |           |           |            |            |            |           | Recurrente | Recurrente | Principal  |
| Jocelyn Hudon     | Lyla Novak                |            |           |            |            |           |           |            |            |            |           |            | Recurrente | Principal  |
| Dermot Mulroney   | Dom Pascal                |            |           |            |            |           |           |            |            |            |           |            |            | Principal  |

- Jesse Spencer como Matthew Casey, bombero y capitán del camión 81 en la estación no. 51 de la  ciudad de Chicago, fue concejal de la ciudad  aproximadamente por un año. Es amable y de fácil acceso para los que tiene bajo su mando. Es muy reservado sobre su vida personal, y prefiere guardarse sus propios problemas en lugar de buscar ayuda. Se preocupa por sus hombres y no dudará en defenderlos, incluso si eso significa enfrentarse a sus superiores y arriesgar su propia carrera. Su mejor amigo es Kelly Severide y Boden. En el ámbito personal estuvo comprometido en la primera temporada con la Dra. Hallie Thomas, pero debido a que ella no quería tener hijos se separaron. Durante esa temporada se enamoró de la paramédico Gabriela Dawson. Ambos se casaron, pero debido a los problemas de fertilidad de Gabriela, ella decidió mudarse de país sin consultar la opinión de Casey. La pareja se divorció en la temporada 7 y en la temporada 8 se mostró que siguen manteniendo una buena relación. En la actualidad siente un interés por Sylvie Brett desde que se enteró de que se iba a comprometer con el capellán  Kyle Sheffield. Actualmente es Capitán de la estación 51.
- Taylor Kinney como Kelly Severide, bombero y teniente del escuadrón de rescate 3. Es un hombre mujeriego, bastante rebelde y sus relaciones amorosas terminan en fracaso. Pero tiene un buen corazón y se preocupa por su equipo. Es el mejor amigo del bombero y capitán Matthey Casey, pero, en el episodio piloto, la amistad entre ambos se estanca cuando un bombero llamado Andrew Darner, compañero de Casey y Severide, muere en un incendio, lo que toda la estación superó esta perdida, hasta que se hicieron las pases. Compartía piso con la paramédico Leslie Shay, quien es lesbiana. La relación de ambos es muy cercana y Leslie lo ayudó a no caer en la depresión. Tras la muerte de Shay en la segunda temporada Severide decidió dejar el trabajo. Con ayuda de Casey decidió regresar, pero no ha logrado superar del todo la muerte de su amiga. Ha tenido varias relaciones amorosas, entre ellas con Renée que le hizo creer que tenía un hijo de él y resultó ser mentira. Estuvo saliendo con Anna, una paciente de cáncer que murió en la sexta temporada y finalmente está saliendo con la bombero Stella Kidd. Su padre fue el legendario bombero Benjamín "Benny" Severide, con quien tenía una complicada relación que los mantuvo separados por un tiempo pero en la temporada 8 regresaron, hasta que Benny fallece.
- Monica Raymund como Gabriela Dawson, paramédica a cargo de la ambulancia 61 y después de dos intentos para pasar el examen de bombero lo logra y se vuelve la candidata del camión 81, pero esto comienza a traerle problemas en su vida personal con su novio y capitán Matthew Casey.  Algunos meses después de comenzar como bombero Gabriela se entera de que esta embarazada del capitán Casey, pero debido al estrés del trabajo termina sufriendo un aborto involuntario que distancia a la pareja. Siempre ha estado enamorada de Casey, pero no siempre este le correspondió. Salió un tiempo con Peter Mills, pero por un descuido de ella la relación terminó. En la segunda temporada tuvo una corta relación con el policía Jay Halstead. Su hermano es Antonio Dawson, policía de Chicago y uno de los protagonistas en Chicago P.D. También fue la mejor amiga de Shay y se sintió culpable por su muerte debido a que en el último minuto cambiaron de lugares. Gabriela al descubrir que no puede volver a quedar embarazada, termina mudándose de país, lo que ocasiona el divorcio con Casey. En la temporada 7 regresa y le pide a Matt que se mude con ella, pero él la rechaza porque ama Chicago. En la temporada 8 regresa a la estación para invitar a Matt a una fiesta. Ambos muestran que siguen manteniendo una buena relación y que los sentimientos están intactos, pero ambos saben que ninguno de los dos dejaran sus respectivos países. Su hermano se muda con ella a Puerto Rico, país en que Gabriela dirige una unidad de socorro y rescate. Su mejor amiga de la estación fue Leslie Shay hasta su muerte y luego amiga de Sylvie Brett.
- Charlie Barnett como Peter Mills, comenzó como candidato en la serie en el camión 81, por su buen desempeño se volvió bombero en el equipo de rescate 3. Cuando no está en turno trabaja en el restaurante de su familia. Su padre fue un bombero y constantemente duda si su deseo de ser bombero se debe por él o porque en realidad desea honrar a su madre. Después de un accidente le notifican que no puede ser bombero. Entra a trabajar nuevamente como paramédico. Siempre estuvo enamorado de Gabriela Dawson. Tuvo una relación con ella y después de terminar, salió con Isabella, amiga de Dawson pero la relación no prosperó. Se muda con su familia a Carolina del Norte cerca del final de la tercera temporada, siendo el único personaje de la serie que ha estado en el camión, el escuadrón de rescate y la ambulancia.
- Lauren German como Leslie Elizabeth Shay, paramédica en la ambulancia 61. Es compañera de piso de Kelly Severide y luego también de Otis. Durante la serie tuvo varias relaciones con mujeres que no prosperaron. Era la mejor amiga de Gabriel Dawson y Kelly Severide. En el primer capítulo de la tercera temporada llamado "Always", muere asesinada por un pirómano al montarle una trampa a los socorristas en una edificación abandonada. Dawson y Severide se culparon por su muerte. Devastada y traumatizada, Gabriela reconoce durante una sesión de terapia con el capellán Orlonsky que se sintió culpable por la muerte de su mejor amiga y que, mientras realizaban una inspección, se cambiaron de puestos y Shay terminó muriéndose en el lugar que Dawson lo ocuparía. En el capítulo de la tercera temporada llamado "Three bells", la Estación 51 le hizo un honor y recordatorio a ella en una ceremonia solemne y su nombre aparece impreso en la puerta de la ambulancia de la mencionada estación que ella manejaba.
- Eamonn Walker como Wallace Boden, el jefe de la estación 51. Es un hombre que se preocupa por sus bomberos y trabaja junto a ellos. Es dos veces divorciado y se ve que se ha alejado de las personas. Constantemente habla con Mills para sentirse mejor. En la temporada 2 conoce a la maestra de escuela Donna Robbins y después de enterarse de que está embarazada ambos se casan.
- David Eigenberg como Christopher Herrmann, teniente de la Bomba 51 y fue uno de los bomberos del camión 81. Junto a Dawson y Otis invierte en el bar Molly's, lugar donde se reúne el personal después del trabajo. Está casado con Cindy Herrmann y tienen 5 hijos. Herrmann tuvo conflictos con el policía Jay Halstead, ya que este nunca le agradó.
- Yuri Sardarov como Brian «Otis» Zvonecek, un bombero del camión 81. Es otro de los dueños del bar Molly. Constantemente hace bromas y es el suplente del conductor, una meta que siempre ha perseguido. Tuvo una relación con la medio hermana de Severide, Katie Nolan. Luego conoció a Lily con la que comenzó a salir. En la cuarta temporada se convierte en el conductor del camión. En la temporada 6 tiene que ser operado debido a una bala perdida. Logra recuperarse y regresar a su trabajo. En la temporada 8, fue herido de muerte debido a que el sótano del edificio explotara, lo que él no logra llegar a tiempo a la habitación para salvarse y muere en el hospital. Sus últimas palabras hacia Joe Cruz a su lado fue "hermano, siempre estaré contigo".
- Joe Miñoso como Joe Cruz, bombero del camión 81 y conductor del camión. Tiene un hermano, León Cruz, al que le costó sacar de las pandillas. Después, tuvo que aceptar que su hermano ayudará en un caso provocando que se saliera de control y que su hermano se tuviera que ir de Chicago. Es un buen amigo y siempre está ahí para todos. Estuvo comprometido con Zoya, la prima de Otis. Luego tuvo una relación con Sylvie. Al final de la tercera temporada pasa a ser parte del equipo de rescate 3, dejándole a Otis la conducción del camión 81. Mantiene una relación con Chloe, una chica que salvó en un accidente y con la que está comprometido. Kelly será su padrino de boda debido a la muerte de Otis. Tiene un hijo llamado Brian León "Otis" Cruz (Otis por su fallecido amigo y León por su hermano). Su verdadero nombre es Joseph Ignacio Cruz.
- Christian Stolte como Randall «Mouch» McHolland, un bombero veterano del camión 81. Es sarcástico y algo arrogante aunque se preocupa por sus amigos. Su mote viene de la unión entre las palabras "man" (hombre) y "couch" (sofá). Tuvo una relación con una japonesa llamada Mari. Después de estar un tiempo en citas conoció por casualidad en la boda de su jefe a la sargento Trudy Platt (Amy Morton), con quien se casa en la cuarta temporada.
- Kara Killmer como Sylvie Brett, paramédica en la ambulancia 61. Entró en la estación a reemplazar a Leslie Shay después de su muerte. Es muy simpática, dulce y amable, aunque a veces insegura. Les hizo creer a todos que era una novia fugitiva, pero en realidad fue su prometido quien la abandonó. Cuando este regresó, terminó dejándolo. Tuvo una relación con Joe Cruz y Antonio Dawson. Actualmente su interés romántico es Matt Casey, pero debido a que Gabriela era su mejor amiga, ella se mantiene alejada. Actualmente es la jefa de la ambulancia 61.
- Steven R. McQueen como Jimmy Borrelli, llega en la temporada cuatro como el nuevo candidato al camión 81. Al principio tuvo problemas por culpa de su hermano mayor que también es bombero en otra estación. Es un chico que quiere demostrar que puede estar en la estación. Tuvo una corta relación con la paramédica Jessica "Chili" Chilton. Después de que está fuera despedida por culpa del alcohol fue transferido a la ambulancia 61. Luego de la muerte de su hermano bombero, Jimmy culpa a Boden de la muerte y comienza a desobedecer. En una llamada no hace caso a las órdenes de Boden y termina herido de gravedad al estallar un camión frente a él, lo que perdió un ojo e inmovilizó su brazo, dejándolo incapacitado por completo.
- Madison Burge como Jessica «Chili» Chilton, es paramédica líder en la ambulancia 61, mientras Gaby se desarrolla como bombero. Llega a la estación para reemplazar a Peter Mills. Durante la cuarta temporada tiene una corta relación con Jimmy, el nuevo candidato. Viene de una familia disfuncional. Sus padres se divorciaron después de casarse. No sabe quién es su padre y su madre se hizo adicta a la heroína y la abandonó. Perdió contacto con su hermana y luego descubre que ésta había muerto. Después de su muerte comienza a beber desenfrenadamente, provocando ser despedida. Después de que Herrmann le deja una fotografía del grupo, llama a Severide y se interna en una clínica de rehabilitación.
- Miranda Rae Mayo como Stella Kidd, después de que Jimmy sea transferido a la ambulancia, Kidd llega al camión 81. Ha tenido una relación previa con Kelly Severide. Luego tuvo citas con otros chicos, pero actualmente está en una relación con Kelly. Desde la octava temporada toma el lugar de Otis manejando el camión.
- Annie Ilonzeh como Emily Foster, la nueva paramédico de la ambulancia 61, viene a reemplazar a Gabriela Dawson. Es bisexual y tuvo un problema con un doctor.
- Alberto Rosende como Blake Gallo, el nuevo bombero que llega como reemplazo de Otis. Perdió a su madre, padre y hermana menor en un incendio y por eso decidió ser bombero.
- Daniel Kyri como Darren Ritter
- Adriyan Rae como Gianna Mackey
- Hanako Greensmith como Violet Mikami
- Jake Lockett como Sam Carver
- Jocelyn Hudon como Lyla Novak
- Dermot Mulroney como Dominick "Dom" Pascal, nuevo jefe de la Estación 52 que reemplazó a Wallace Boden. Fue un antiguo jefe de la estación de bomberos en Miami. Tenía una esposa, Mónica, que murió en un accidente de tránsito y él, devastado, intenta superar su dolor, estando en su servicio.

### Recurrentes
- Teddy Sears como Capellán Kyle Sheffield, el nuevo capellán de los bomberos. Comienza a salir con Sylvie, pero termina la relación por sentir que no podía continuar con su trabajo. Poco tiempo después retoman la relación, le pide matrimonio y se mudan a Indiana. Después de tres meses se da cuenta de que Sylvie echa de menos Chicago y terminan la relación como amigos.
- Teri Reeves como la Dra. Hallie Thomas, ex-prometida del capitán Matt Casey. Acaban su relación porque ella no deseaba tener hijos. Poco después retoman la relación, pero Casey volvió a sugerir tener hijos ella dijo que no y acabó su relación. Murió al final de la primera temporada.
- Randy Flagler como Capp, es bombero en la estación 51, pertenece al equipo de rescate 3.
- Anthony Ferraris como Tony, bombero de la estación 51, pertenece al equipo de rescate 3, conduciendo el camión.
- DuShon Monique Brown como Connie, la secretaria de Boden. Es una mujer seria y a menudo tortura a los bomberos. En la temporada 6 termina sus estudios y se traslada de la estación (en la vida real, la actriz que la interpretaba falleció en 2018).
- Shiri Appleby como Clarice Carthage, la exnovia de Leslie. Después de que esta la salva, abandona a su marido estando embarazada. Ambas deciden cuidar del bebé, pero Clarice vuelve abandonarla por no poder ponerse de acuerdo con su esposo, dejando a Shay otra vez con el corazón destrozado.
- Kathleen Quinlan como Nancy Casey, la madre de Casey. Fue condenada por la muerte de su esposo que abusaba físicamente de ellos. Después de 15 años es liberada. Y su único objetivo es unir a sus hijos.
- Sarah Shahi como Reene Royce, se enamora de Kelly después de ser salvada en un accidente. Ambos tienen una relación, pero terminan cuando Kelly le dice que no quiere irse de Chicago. Al final de la primera temporada regresa diciendo estar embarazada. Pero en la segunda temporada se descubre que el bebé que espera no es de Kelly.
- Treat Williams como Benjamin "Benny" Severide, un bombero retirado que trabajó junto con Boden y el padre de Peter Mills, Henry. Es investigador de incendios intencionados experto y actualmente está en la Oficina del CFD de División de Investigación de Fuego. Tiene una relación de enemistad con Boden. Lo culpa de la muerte del padre de Mills. Regresa del retiro cuando quisieron cesar a Boden. No tiene buena relación con su hijo Kelly ya que lo abandonó cuando este tenía 10 años. Tiene una hija de 20 años llamada Katie a la que también abandonó. Se volvió a casar y tuvo dos hijos con su esposa, pero los abandonó mudándose a Chicago sin saberlo su hijo. Le confiesa al detective Hank Voight que él es el responsable de la desaparición de Vince Keeler, el hombre que abusó de su hija, por lo que debe abandonar la ciudad. Muere en la temporada 7, dejando a Severide destrozado.
- Robyn Coffin como Cindy Herrmann, la esposa de Christopher Herrmann con el que tienen cuatro niños y una niña. En uno de los episodios es llevada de emergencia al hospital y le tienen que practicar una cesárea. Como mujer católica no cree en el uso de anticonceptivos, por lo que para el vigésimo aniversario Herrmann la sorprende con la noticia de que se ha hecho una vasectomía.
- William Smillie como Kevin Hadley, era parte del equipo de rescate 3. Solía hacer bromas y por una de sus bromas a Peter Mills fue trasladado de estación lo que provocó un gran rencor e hizo que empezase a provocar incendios con intención de lastimar a Severide. Después de un cambio de palabras e intentar matar a Severide termina quemandose a lo bonzo el mismo. Es rescatado y actualmente está en prisión.
- Edwin Hodge como Rick Newhouse, llega al Escuadrón 3 a reemplazar al bombero Clarke que ha sido ascendido a teniente. Se gana rápidamente a los bomberos, excepto a Herrmann. Es un hombre muy optimista y crea un vínculo con Mills ayudándolo en su tiempo libre como busca recompensas. Tiene una hija, a quien quiera ayudarla a ir a una competencia nacional. Abandona la estación para visitar a su familia.
- Jeff Hephner como Jeff Clarke, es uno de los dos bomberos que llegan a la estación, después del cierre de su estación. Al principio el grupo no se lleva bien con él por ser muy reservado. Creyeron que era el topo de Mcleod. Al descubrirse que ha rechazado serlo, entablan amistad y lo ayudan con sus problemas matrimoniales. Es un exmilitar que estuvo en Irak. Su esposa lo engañó cuando él estuvo en servicio. Después de regresar se separaron y volvieron a estar juntos después de que su esposa se mostrara arrepentida. Pero el examante de Lisa regresó y parecía acosarla hasta el punto de que él lo amenazó de muerte. Tras ser acusado de su muerte se descubrió que en realidad fue su exmujer quien lo acosaba. Fue ascendido a teniente y es comandante del camión 25. Después de una lesión en el trabajo decide estudiar medicina y es residente en Chicago Med. Cuando termina su residencia se traslada al hospital de Hawái.
- Michelle Forbes como Gail McLeod, una consultora financiera que fue contratada para administrar las estaciones. Comienza a llevarse mal con Boden y decide cerrar la estación. La comunidad se une para evitarlo llamando la atención del senador Wheeler. Con la ayuda de Isabella, exnovia de Peter, evitan que la cierren y despiden a Mcleod.
- John Hoogenakker como Spellman, el segundo bombero trasladado de parque. Comienza llevándose bien con todos, pero cambia cuando estos se enteran de que es el topo de Mcleod en la estación, provocando así su decisión de ser trasladadode parque.
- Christine Evangelista como Allison Rafferty, paramédico de la ambulancia 61 reemplazando a Dawson después de que ésta entrara en la academia de bomberos. Al principio rechaza a Leslie, pero luego le dice que su antigua compañera era lesbiana y solía hacer bromas y llamadas incómodas. Se revela que fue residente en Chicago Med y que estaba prometida. Pero su prometido fue diagnosticado con cáncer y murió seis meses después. Fue suspendida del servicio por tratar a un paciente sin su permiso debido a su creencia religiosa y Dawson logra recuperar su puesto en la ambulancia tras fallar en su examen de bombero. Reaparece en el episodio "A Dark Day" cerca del final de la segunda temporada.
- Brittany Curran como Katie Nolan, la media hermana de Kelly Severide. Ninguno sabía de la existencia del otro. Kelly le demuestra que de verdad quiere ser parte de su vida. Su madre la ignora por estar pendiente de sus hermanas menores. Tiene una corta relación con Otis. Tras ser secuestrada y lastimada por Vence, se muda con su familia a Colorado.
- Alexandra Metz como Elise Mills, la hermana de Peter Mills. Ella ayuda a administrar el restaurante familiar con su madre y se debate entre proteger a Peter y alentarlo a seguir su pasión por el servicio público. Tuvo un pequeño interés en Kelly Severide.
- Damon Dayoub como Jake Cordova, un bombero confiado y robusto.
- El perro Pouch, Peter recibe un perro de un niño de una familia que no pudo cuidarlo. Hermann, el jefe Boden y Mouch deciden no hacerlo. Finalmente, los tres están de acuerdo después de que Hermann sugiere que los tres deberían repensar al perro. Ella recibe un nombre y es adoptada por el equipo. El nombre de Pouch lo decidió Hermann ya que sugiere que debería llamarse así por Mouch, que es mitad hombre, mitad sofá, para Pouch: mitad perrito, mitad sofá. Mouch inicialmente estaba en contra de que adoptaran a Pouch debido a una mala experiencia que tuvo con el perro en su antiguo parque de bomberos, pero viene a disfrutar su compañía. Los dos a menudo se sientan juntos en el sofá.

## Episodios
| Temporada | Temporada | Episodios | Episodios | Emisión original         | Emisión original    |
| Temporada | Temporada | Episodios | Episodios | Primera emisión          | Última emisión      |
| --------- | --------- | --------- | --------- | ------------------------ | ------------------- |
|           | 1         | 24        | 24        | 10 de octubre de 2012    | 22 de mayo de 2013  |
|           | 2         | 22        | 22        | 24 de septiembre de 2013 | 13 de mayo de 2014  |
|           | 3         | 23        | 23        | 23 de septiembre de 2014 | 12 de mayo de 2015  |
|           | 4         | 23        | 23        | 13 de octubre de 2015    | 17 de mayo de 2016  |
|           | 5         | 22        | 22        | 11 de octubre de 2016    | 16 de mayo de 2017  |
|           | 6         | 23        | 23        | 28 de septiembre de 2017 | 10 de mayo de 2018  |
|           | 7         | 22        | 22        | 26 de septiembre de 2018 | 22 de mayo de 2019  |
|           | 8         | 20        | 20        | 25 de septiembre de 2019 | 15 de abril de 2020 |
|           | 9         | 16        | 16        | 11 de noviembre de 2020  | 27 de mayo de 2021  |
|           | 10        | 22        | 22        | 22 de septiembre de 2021 | 25 de mayo de 2022  |
|           | 11        | 22        | 22        | 21 de septiembre de 2022 | 24 de mayo de 2023  |
|           | 12        | 13        | 13        | 17 de enero de 2024      | 22 de mayo de 2024  |
|           | 13        | 22        | 22        | 25 de septiembre de 2024 | 21 de mayo de 2025  |

## Producción

### Desarrollo
El episodio piloto se estrenó en NBC.com, antes del estreno de la serie en televisión, el 26 de abril de 2013. NBC renovó Chicago Fire para una segunda temporada y se trasladó su franja horaria al prime time. El 19 de marzo de 2014, la cadena renovó la serie para una tercera temporada que se estrenó el 23 de septiembre de 2014.
Los actores de ambas series realizan cada tanto cruces en los dos shows. Un cruce importante entre los dos espectáculos de Chicago ocurrió cerca del final de la segunda temporada, en su tercera temporada se dio un cruce entre Law & Order: SVU y Chicago P.D. que salió al aire el 11 y 12 de noviembre de 2014.
El 5 de febrero de 2015, la NBC renovó la serie para una cuarta temporada que se estrenó el 13 de octubre del mismo año. El 10 de noviembre de 2015, la NBC renovó la serie para una quinta temporada. En mayo de 2017, la serie fue renovada para su sexta temporada. El 10 de mayo de 2018, NBC renueva la serie para una séptima temporada.
El 27 de febrero de 2020, NBC renovó la serie por su novena, décima y undécima temporada. La undécima temporada se estrenó el 21 de septiembre de 2022. El 10 de abril de 2023, NBC renovó la serie para una duodécima temporada. La duodécima temporada se estrenó el 17 de enero de 2024. El 21 de marzo de 2024, NBC renovó la serie para una decimotercera temporada. La decimotercera temporada se estrenó el 25 de septiembre de 2024. El 5 de mayo de 2025, NBC renovó la serie para una decimocuarta temporada.

## Recepción
| Temporada | Horario (ET)          | Episodios | Primera emisión          | Primera emisión      | Última emisión      | Última emisión       | Ranking | Promedio de espectadores (millones) |
| Temporada | Horario (ET)          | Episodios | Fecha                    | Audiencia (millones) | Fecha               | Audiencia (millones) | Ranking | Promedio de espectadores (millones) |
| --------- | --------------------- | --------- | ------------------------ | -------------------- | ------------------- | -------------------- | ------- | ----------------------------------- |
| 1         | miércoles 10:00 p. m. | 24        | 10 de octubre de 2012    | 6.61                 | 22 de mayo de 2013  | 6.13                 | 51      | 7.78                                |
| 2         | martes 10:00 p. m.    | 22        | 24 de septiembre de 2013 | 8.90                 | 13 de mayo de 2014  | 7.12                 | 31      | 9.70                                |
| 3         | martes 10:00 p. m.    | 23        | 23 de septiembre de 2014 | 9.14                 | 12 de mayo de 2015  | 6.66                 | 47      | 9.65                                |
| 4         | martes 10:00 p. m.    | 23        | 13 de octubre de 2015    | 7.37                 | 17 de mayo de 2016  | 7.91                 | 31      | 10.47                               |
| 5         | martes 10:00 p. m.    | 22        | 11 de octubre de 2016    | 7.52                 | 16 de mayo de 2017  | 6.30                 | 26      | 9.92                                |
| 6         | jueves 10:00 p. m.    | 23        | 28 de septiembre de 2017 | 7.19                 | 10 de mayo de 2018  | 5.95                 | 29      | 9.67                                |
| 7         | miércoles 9:00 p. m.  | 22        | 26 de septiembre de 2018 | 8.08                 | 22 de mayo de 2019  | 7.51                 | 14      | 11.70                               |
| 8         | miércoles 9:00 p. m.  | 20        | 25 de septiembre de 2019 | 7.32                 | 15 de abril de 2020 | 9.46                 | 8       | 11.70                               |
| 9         | miércoles 9:00 p. m.  | 16        | 11 de noviembre de 2020  | 7.23                 | 26 de mayo de 2021  | 7.26                 | 7       | 10.23                               |
| 10        | miércoles 9:00 p. m.  | 22        | 22 de septiembre de 2021 | 7.28                 | 25 de mayo de 2022  | 7.03                 | 5       | 9.84                                |
| 11        | miércoles 9:00 p. m.  | 22        | 21 de septiembre de 2022 | 6.75                 | 24 de mayo de 2023  | 6.09                 | 7       | 9.25                                |
| 12        | miércoles 9:00 p. m.  | 13        | 17 de enero de 2024      | 7.00                 | 22 de mayo de 2024  | 5.79                 |         |                                     |
| 13        | miércoles 9:00 p. m.  | 22        | 25 de septiembre de 2024 | 5.60                 | 22 de mayo de 2025  | 5.61                 |         |                                     |

## Series derivadas
El 27 de marzo de 2013, NBC anunció planes para un posible spin-off de Chicago Fire. NBC dio luz verde a una serie policial con el título Chicago P.D., que se estrenó el 8 de enero de 2014.
La cadena NBC ordenó para la temporada 2015-2016 el segundo spin-off de Chicago Fire. Chicago Med se centra en los dramas del personal de un hospital de Chicago. La audiencia tuvo su primera visión de Chicago Med en el episodio del 7 de abril de 2015 de Chicago Fire.